# Terry's
Terry's est une chocolaterie de la ville de York en Angleterre, active dès le XVIIIe siècle. C'est une filiale du groupe français Carambar & Co du groupe d'investissement français Eurazeo.

## Historique

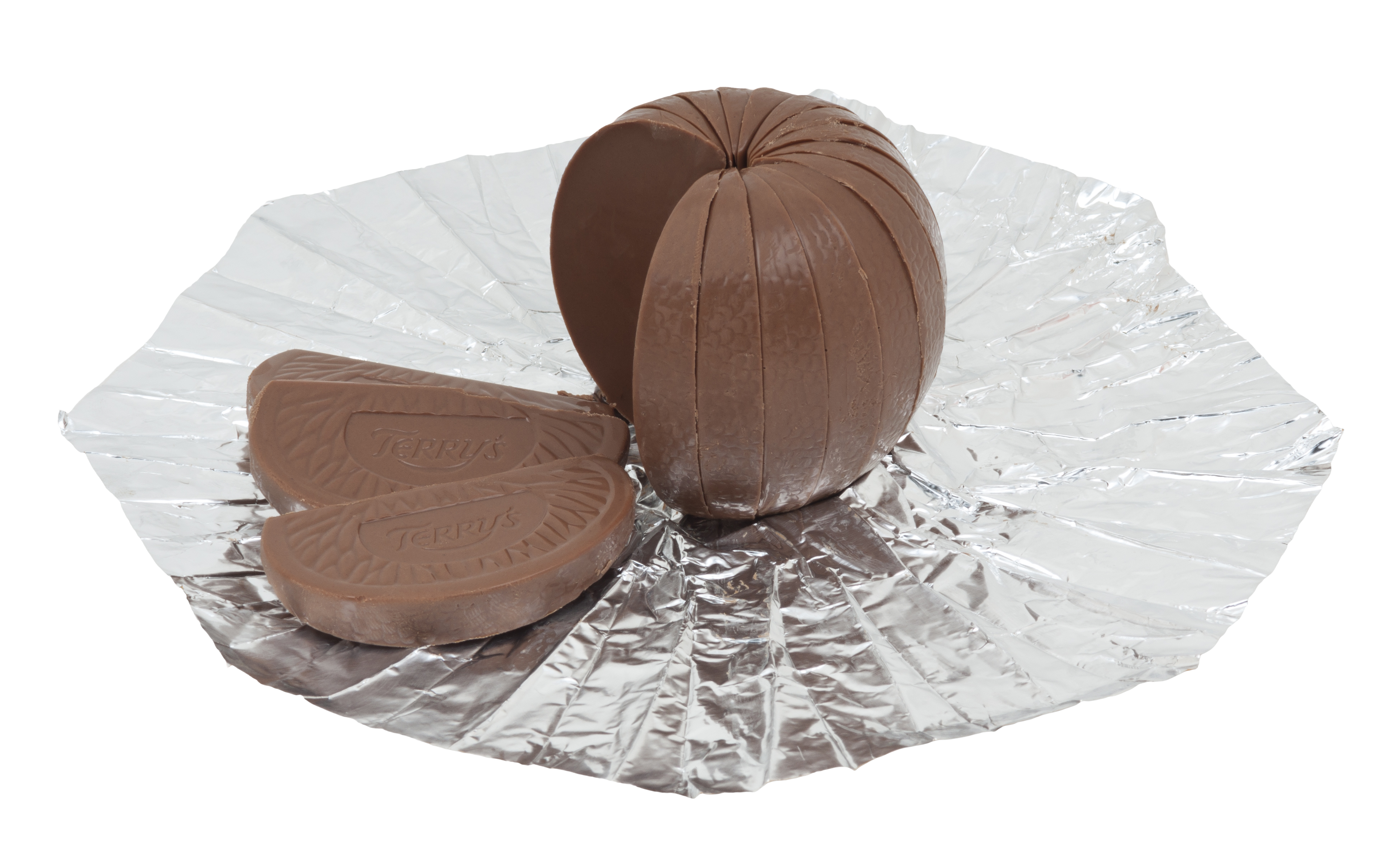
Terry's Chocolate Orange

Terry's trouve son origine dans la société Bayldon and Berry confectionery fondée en 1767 par William Bayldon et Robert Berry. En 1823, Joseph Terry épouse Harriet Atkinson qui appartient à la famille de Robert Berry. Il abandonne peu après sa boutique et rejoint l'entreprise avant d'en reprendre la direction en compagnie de George Berry, fils de l'un des fondateurs. L'entreprise prend alors le nom de Terry & Berry. En 1828, George quitte la chocolaterie, Joseph Terry dirige alors seul l'entreprise. 
Joseph Terry meurt en 1850, peu après avoir pris sa retraite et transmis la direction de l'entreprise à son fils qui a développé l'entreprise qui commençait alors à se faire un nom en Angleterre. En 1926, l'entreprise s'installe dans de nouveaux locaux au sud de York : The Chocolate Works. C'est ici que sont créés des produits emblématiques de Terry's parmi lesquels les Terry's Chocolate Orange qui sont encore produites en 2015. 
La société a été rachetée en 1993 par la multinationale Kraft foods qui a décidé de fermer l'usine de York le 30 septembre 2005.
Carambar & Co a racheté la marque et a investi plus de 10 millions d'euros dans une nouvelle usine à Strasbourg fabriquant les Terry's.